# Ammonios (Höfling Kleopatras)
Ammonios war ein im 1. Jahrhundert v. Chr. lebender Höfling der ägyptischen Königin Kleopatra.
Ammonios wird nur in einem Brief des römischen Redners Cicero an  Atticus vom 13. Juni 44 v. Chr. erwähnt. In diesem Schreiben bezieht sich Cicero auf Kleopatras Aufenthalt in Rom, wo diese von 46 bis 44 v. Chr. in einem der Häuser Caesars jenseits des Tibers logiert hatte, und äußerte sich dabei missfällig über die Königin und einige ihrer Hofschranzen. Der Redner, der Kleopatra nicht leiden konnte, echauffierte sich, dass sie ihm Geschenke literarischer Natur versprochen und Ammonios sich für die Einhaltung ihrer Zusage verbürgt habe; dennoch hatte Kleopatra diese Präsente offenbar nicht geliefert.
Abgesehen von dieser Notiz Ciceros ist über Ammonios nichts bekannt. Er könnte mit dem gleichnamigen Geschäftsträger von Kleopatras Vater Ptolemaios XII., der 56 v. Chr. für seinen König in Rom tätig war, identisch sein, was der Althistoriker Ulrich Wilcken indessen für unwahrscheinlich hält.